# 27062 Brookeminer
27062 Brookeminer è un asteroide della fascia principale. Scoperto nel 1998, presenta un'orbita caratterizzata da un semiasse maggiore pari a 2,4013310 au e da un'eccentricità di 0,1224679, inclinata di 1,62604° rispetto all'eclittica.
L'asteroide è dedicato all'astrofisica statunitense Brooke Miner.